# بيرت أفيري
بيرت أفيري (بالإنجليزية: Bert Avery)‏ هو لاعب كرة قدم أسترالية أسترالي، ولد في 5 أكتوبر 1907، وتوفي في 6 يناير 1981.

## وصلات خارجية
- بيرتن أفيري على موقع AustralianFootball.com (الإنجليزية)
- بيرتن أفيري على موقع AFLtables.com (الإنجليزية)